# Jean de Bade-Hachberg
Jean de Bade-Hachberg (mort en 1409) était de 1386 à 1409 margrave de Bade-Hachberg, conjointement avec son frère Hesso. Il était le fils d'Henri IV de Bade-Hachberg et d'Anne d'Üsenberg. Après la mort de son frère aîné Othon Ier en 1386 à la bataille de Sempach, Jean et Hesso se partagèrent la souveraineté du Bade-Hachberg.

## Sources
- (de) Cet article est partiellement ou en totalité issu de l’article de Wikipédia en allemand intitulé « Johann (Baden-Hachberg) » (voir la liste des auteurs).
- (de) Johann Christian Sachs, Einleitung in die Geschichte der Marggravschaft und des marggrävlichen altfürstlichen Hauses Baden, Tome Premier, 1764, pages 446 à 450, Francfort et Leipzig.